# Jairo Mora Sandoval
Jairo Mora Sandoval (22 de marzo de 1987 - 31 de mayo de 2013) era un ambientalista costarricense que fue asesinado al tratar de proteger los nidos de una Tortuga Baula.  El 30 de mayo de 2013, justo antes de la medianoche, Mora y cuatro voluntarias fueron secuestrados por un grupo de hombres enmascarados. Las mujeres lograron escapar e informar a la policía. Mora fue encontrado a la mañana siguiente en la playa con su cuerpo atado y golpeado. Una autopsia determinó que murió por asfixia tras sufrir un golpe en la cabeza.
Por su muerte fueron condenadas cuatro personas: José Brayan Quesada Cubillo, Héctor Martín Cash López, Donald Alberto Salmon Meléndez y Ernesto Enrique Centeno Rivas. A todos ellos, el 29 de marzo del 2016, el Tribunal Penal de Limón les impuso 35 años de cárcel por el homicidio calificado del ambientalista. Asimismo, a estos hombres también los condenaron por los delitos de violación, abuso sexual contra mayor y menor de edad y privación de libertad agravada y, de manera general, cada uno fue condenado con un total de 50 años en prisión .
Las tortugas marinas están protegidas por ley en Costa Rica, pero la caza furtiva sigue siendo común. Los lugareños toman los huevos, ya que se cree que es un afrodisíaco, y los venden en el mercado negro. El comercio de huevos se ha relacionado con el tráfico de drogas y el crimen organizado. Los ecologistas que trabajan en Limón dicen que a menudo se ven amenazados por tratar de proteger los huevos de tortuga. Jairo Mora fue uno de estos ecologistas de la zona. Para los jueces que condenaron a los asesinos de Mora, el homicidio se dio por la pugna que mantenían los saqueadores de los nidos de las tortugas para robar los huevos y los ambientalistas, quienes eran encabezados, entre otros, por Jairo Mora.
A raíz de la muerte de Mora, la organización para la cual él trabajó dio por concluidos sus esfuerzos de patrullaje en Costa Rica. Su muerte atrajo la atención internacional, incluyendo una declaración de las Naciones Unidas, así como el ofrecimiento de varias recompensas por información que ayude a esclarecer el caso. En Costa Rica, su muerte provocó un llamado a la reforma de la política ambiental. El 4 de junio de 2014 el gobierno se reunió con ambientalistas para discutir posibles cambios en la política actual. Un plan presentado por ambientalistas y refrendado por el Ministro de Medio Ambiente en ese entonces, René Castro, establecería, entre otros cambios, la creación de una nueva área protegida, además, otorgar a los guardaparques más autoridad para detener a los cazadores furtivos. El 5 de junio de 2014 se celebraron vigilias en todo Costa Rica en honor de Mora. El 18 de junio de se mismo año, el gobierno anunció la asignación de ₡20 millones (US $40.000), suma que más tarde se elevó a ₡30 millones (US $60.000), para recordar a Mora.
El 23 de diciembre de 2016 el Tribunal de Apelación de Goicoechea ratificó la sentencia de cuatro de los siete detenidos por cargos de homicidio calificado, violación (de las voluntarias extranjeras) y privación de libertad agravada.